# Les filles du soleil
Les filles du soleil (lit. ‘Les filles del sol’) és una pel·lícula dramàtica de guerra francesa del 2018 dirigida per Eva Husson. Va ser seleccionada per competir per la Palma d'Or al Festival de Canes de 2018.

## Argument
La pel·lícula està inspirada en la massacre de Sinjar, comesa l'agost de 2014 al Kurdistan meridional (l'Iraq) pels gihadistes d'Estat Islàmic contra la població iazidita, així com en la batalla de Sinjar, que del 3 d'agost de 2014 al 13 de novembre de 2015 va enfrontar els grups kurds als gihadistes. El batalló Filles del sol també s'inspira en un batalló homònim, fundat el 2 de juliol de 2015 al Kurdistan meridional, integrat als peixmerga, les forces armades del Govern Regional del Kurdistan, i constituït l'agost de 2015 amb 123 lluitadores iazidites d'entre 17 i 30 anys comandades per Xate Shingali, una antiga cantant. Tanmateix, a la pel·lícula, els uniformes i les insígnies de les "noies del sol" recorden més les Unitats de Resistència de Sinjar (YBŞ) i les Unitats Femenines d'Êzîdxan (YJÊ), grups vinculats al Partit dels Treballadors del Kurdistan (PKK) i al Partit de la Unió Democràtica (PYD), respectivament. El personatge de Mathilde, la periodista francesa, s'inspira en la periodista estatunidenca Marie Colvin, assassinada el 22 de febrer de 2012 en un bombardeig de l'Exèrcit Àrab Sirià durant el setge de Homs durant la Guerra Civil siriana.

## Repartiment
- Golshifteh Farahani com a Bahar
- Emmanuelle Bercot com a Mathilde, inspirada en Marie Colvin[3]
- Erol Afşin com a Tiresh
- Evin Ahmad
- Behi Djanati Atai com a Dahlia

## Recepció
La pel·lícula va ser nominada a la Palma d'Or al Festival de Canes de 2018. Al lloc web de l'agregador de ressenyes Rotten Tomatoes, la pel·lícula té una puntuació d'aprovació del 46%, basada en 50 crítiques, i una puntuació mitjana de 5.8/10. El consens crític del lloc diu: «[La pel·lícula] té la millor de les intencions, però aquesta història digna -i completament oportuna- es veu soscavada fatalment per la seva execució maldestrament dominant». Agnès Poirier va assenyalar que la pel·lícula va rebre inicialment «grans elogis a Canes», però més tard «una majoria aclaparadora dels crítics vam trobar la pel·lícula espantosa: terriblement escrita, mal dirigida, vora l'obscenitat per tractar la tragèdia amb música semblant a la valquíria i imatges estetitzades». La pel·lícula va tenir un cost de 19.712 dòlars estatunidencs.